# Maryanthe Malliaris
Maryanthe Elizabeth Malliaris ist eine US-amerikanische Mathematikerin, die sich mit Modelltheorie befasst, und Hochschullehrerin an der University of Chicago.

## Leben
Maryanthe Malliaris ist die Tochter der Informatikprofessorin Mary Malliaris und des Wirtschaftsprofessors A. G. (Tassos) Malliaris, die beide an der Loyola University Chicago arbeiten. Sie studierte an der Harvard University mit dem Bachelor-Abschluss (A.B.) 2001 und wurde 2009 bei Thomas Scanlon an der University of California, Berkeley, promoviert (Persistence and Regularity in Unstable Model Theory). Als Post-Doktorandin war sie an der Universität Chicago und der Hebräischen Universität Jerusalem. Sie ist Associate Professor an der Universität Chicago.
Sie befasst sich insbesondere mit der Klassifikation von Theorien im Rahmen der Modelltheorie, wobei sie eine Klassifikation von Howard Jerome Keisler über Ultraprodukte von 1967 wieder aufgriff. Die Theorie galt vor der Arbeit von Malliaris lange als schwierig zu behandeln vom Standpunkt der Stabilitätstheorie von Saharon Shelah. Sie schuf auch Verbindungen von der Modelltheorie zur Graphentheorie.
2017 erhielt sie mit Saharon Shelah die Hausdorff Medal der European Set Theory Society. Sie erhielten den Preis für den Beweis zweier lange offener grundlegender Probleme in Mengenlehre und Modelltheorie:
- (Mengenlehre): Sie bewiesen, dass die Kardinal-Charakteristiken des Kontinuums {\displaystyle {\mathfrak {p}}} und {\displaystyle {\mathfrak {t}}} gleich sind.[9] Beide geben jeweils die minimale Kardinalität einer unendlichen Menge F von unendlichen Teilmengen der natürlichen Zahlen an, die gewisse Zusatzbedingungen erfüllen.[10] Es war bekannt, dass {\displaystyle {\mathfrak {p}}>\aleph _{0}} und {\displaystyle {\mathfrak {t}}>\aleph _{0}} und {\displaystyle {\mathfrak {p}}\leq {\mathfrak {t}}}. Falls {\displaystyle {\mathfrak {p}}<{\mathfrak {t}}} gäbe es aber eine unendliche Menge mit einer Kardinalität zwischen der der natürlichen Zahlen {\displaystyle \aleph _{0}} und der der reellen Zahlen und die Kontinuumshypothese wäre widerlegt. Sie ist aber nach Paul Cohen unentscheidbar im Rahmen der Zermelo-Fraenkel-Mengenlehre, so dass zwei Möglichkeiten bleiben: entweder sind beide Kardinalitäten gleich oder die Frage ist unentscheidbar, wie genau ihr Größenverhältnis zueinander aussieht. Bis zu dem Beweis der Gleichheit von Malliaris und Shelah bevorzugte man allgemein die zweite Möglichkeit.[11]
- (Modelltheorie): Sie zeigten, dass eine Theorie mit der schwachen Ordnungseigenschaft {\displaystyle SOP_{2}} Maximalität in der Ordnung von Keisler’s Klassifizierung von 1967 zur Folge hat. Keisler teilte mathematische Theorien in Komplexitätsklassen ein und es war bekannt, dass es mindestens zwei solche Klassen gibt: minimale Komplexität (einfache Theorien) und maximale Komplexität. Zu letzteren zählten geordnete mathematische Theorien. Malliaris und Shelah untersuchten die Frage, ob eine Abschwächung der Ordnung an dieser Einteilung etwas ändert. Das Problem steht mit dem Problem der Mengenlehre der Gleichheit der Kardinal-Charakteristiken {\displaystyle {\mathfrak {p}}}, {\displaystyle {\mathfrak {t}}} in Verbindung, denn wenn auch die abgeschwächte Ordnung maximale Komplexität erzeugt wäre {\displaystyle {\mathfrak {p}}} gleich {\displaystyle {\mathfrak {t}}}. In ihrer Abhandlung zeigten sie sowohl die Gleichheit von {\displaystyle {\mathfrak {p}}} und {\displaystyle {\mathfrak {t}}} als auch, dass die Ordnungseigenschaft und deren Abschwächung beide maximale Komplexität zur Folge haben.

Malliaris und Shelah bewiesen auch, dass Keislers Klassifizierung unendlich viele Klassen enthält (etwas, was von Keisler schon vermutet worden war).
2017 ist sie am Institute for Advanced Study. Für 2018 ist sie eingeladene Sprecherin auf dem Internationalen Mathematikerkongress in Rio (Model theory and ultraproducts).
Sie war Sloan Fellow und Gödel Research Prize Fellow.

## Schriften (Auswahl)
Außer den in den Fußnoten zitierten Arbeiten
- Hypergraph sequences as a tool for saturation of ultrapowers, J Symb Logic, Band 77, 2012, S. 195–223
- Independence, order, and the interaction of ultrafilters and theories, Ann Pure Appl Logic, Band 163, 2012, S. 1580–1595.
- mit Shelah: A dividing line within simple unstable theories, Advances in Mathematics, Band 249, 2013, S. 250–288, Arxiv
- mit Shelah: Regularity lemmas for stable graphs, Trans. Amer. Math Soc, Band 366, 2014, S. 1551–1585, Arxiv
- mit Shelah: Constructing regular ultrafilters from a model-theoretic point of view, Trans. Amer. Math. Soc., Band 367, 2015, S. 8139–8173, Arxiv
- mit Shelah: Keislers order has infinitely many classes, Arxiv 2015